# S-Bahn Rhin-Main
La S-Bahn Rhin-Main (en allemand S-Bahn Rhein-Main) est un système de type réseau express régional (S-Bahn) circulant dans la région du Rhin-Main (centrée autour du bassin du Main, un affluent du Rhin) dont le réseau est centré sur Francfort-sur-le-Main.
Le cœur du réseau, le tunnel entre la gare centrale et le centre-ville de Francfort a été mis en service le 28 mai 1978. À l'exception de la ligne S7, toutes les lignes passent par ce tronçon central. En 2011, le réseau compte 9 lignes, 297 kilomètres de voies (dont 13 en tunnel) et 111 gares.
Le réseau fait partie du RMV. Le 30 novembre 2011, la Deutsche Bahn, opérateur historique, s'est vu confier, à la suite d'une procédure d'appel d'offres, l'exploitation des lignes S3, S4, S5 et S6 pour une durée de 15 ans, et des lignes S1, S7, S8 et S9 pour une durée de 22 ans, à compter du 1er janvier 2014.

## Lignes
| Ligne | Parcours |
| ----- | --- |
|       | Wiesbaden Hbf – Höchst – Frankfurt Hbf – Citytunnel – Offenbach Ost - Rödermark Ober-Roden                         |
|       | Niedernhausen – Höchst – Frankfurt Hauptbahnhof – Citytunnel – Offenbach Ost — Dietzenbach                         |
|       | Bad Soden am Taunus —Frankfurt Rödelheim - Frankfurt-West — Frankfurt Hbf — Citytunnel — Langen — Darmstadt Hbf    |
|       | Kronberg – Frankfurt-Rödelheim - Frankfurt-West — Frankfurt Hbf — Citytunnel — Langen                              |
|       | Friedrichsdorf – Frankfurt-West — Frankfurt Hbf — Citytunnel — Frankfurt-Süd                                       |
|       | Friedberg – Frankfurt-West — Frankfurt Hbf — Citytunnel — Frankfurt-Süd                                            |
|       | Riedstadt-Goddelau – Groß-Gerau – Frankfurt Hauptbahnhof                                                           |
|       | Wiesbaden Hbf – Mainz Hbf – Aéroport de Francfort – Frankfurt Hbf – Citytunnel – Offenbach Ost - Hanau Hbf         |
|       | Wiesbaden – Mainz-Kastel - Aéroport de Francfort – Frankfurt Hauptbahnhof – Citytunnel – Offenbach Ost - Hanau Hbf |